# Theridion pictum
Theridion pictum là một loài nhện trong họ Theridiidae.
Loài này thuộc chi Theridion. Theridion pictum được Charles Athanase Walckenaer miêu tả năm 1802.

## Hình ảnh

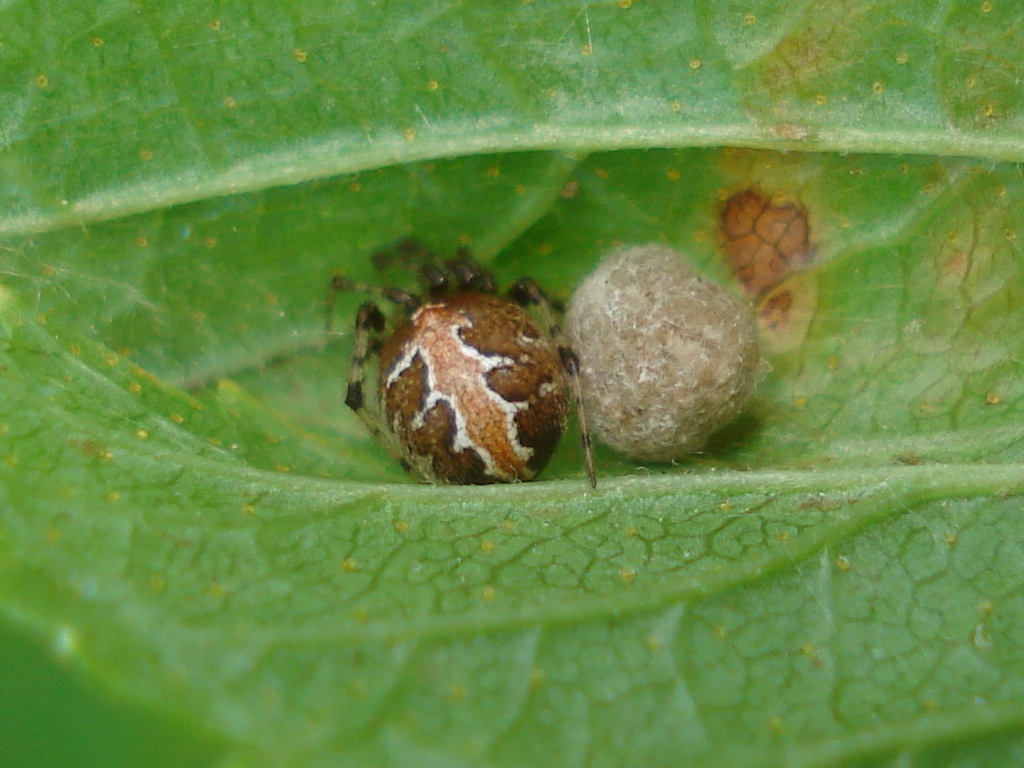
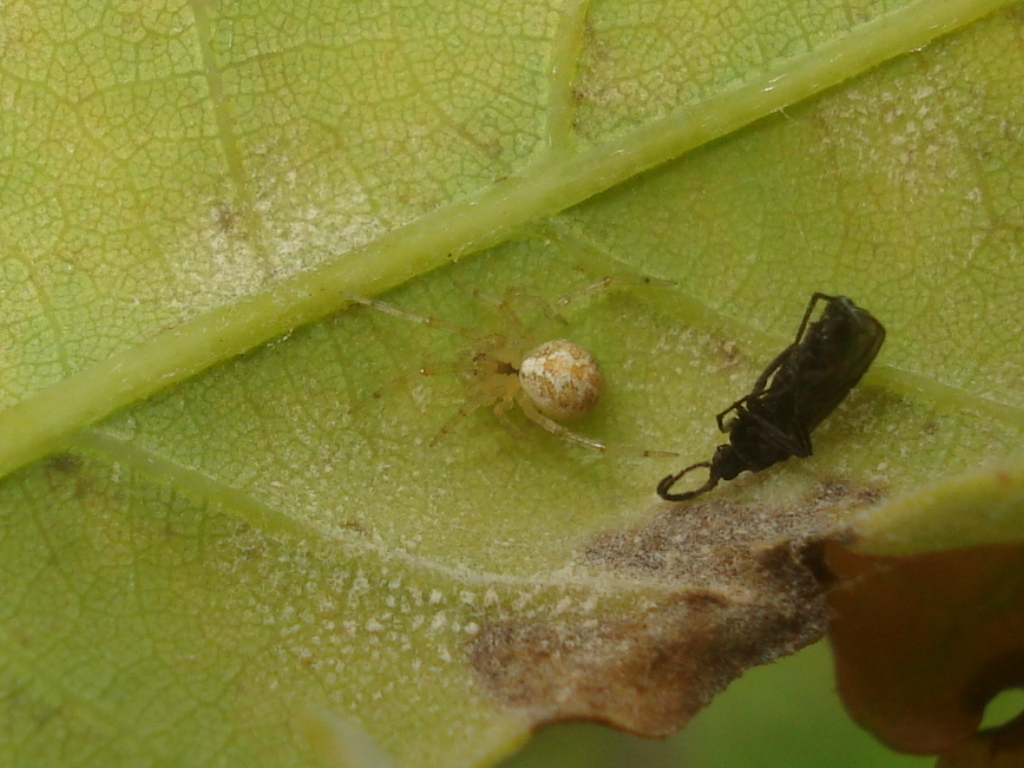
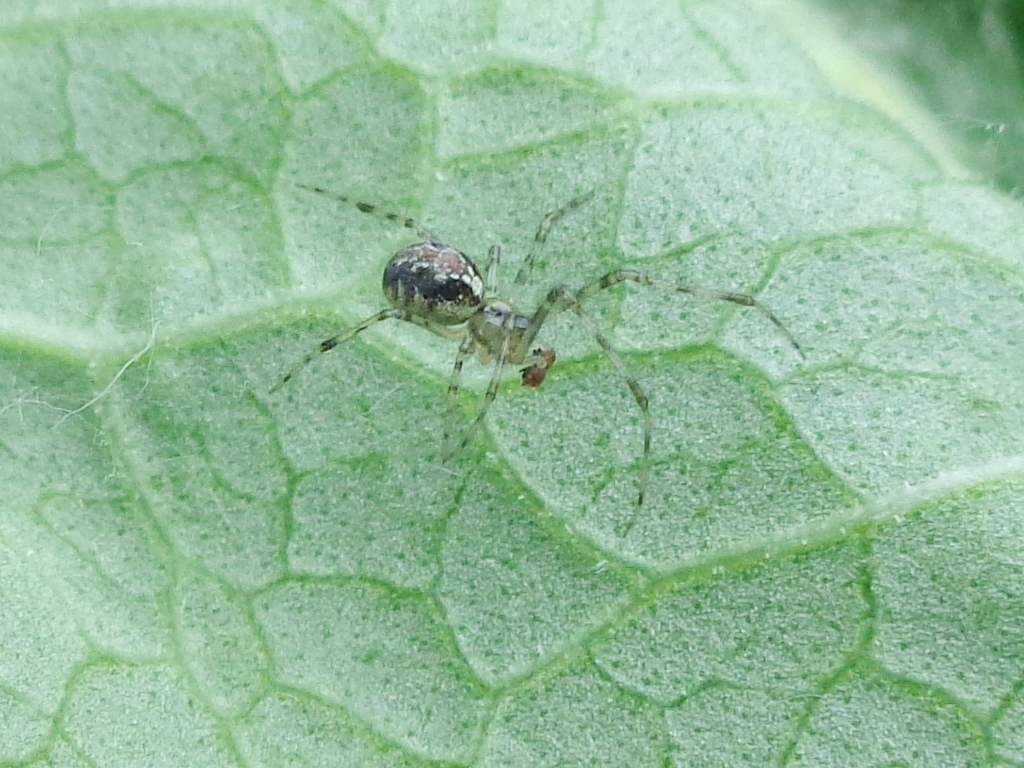
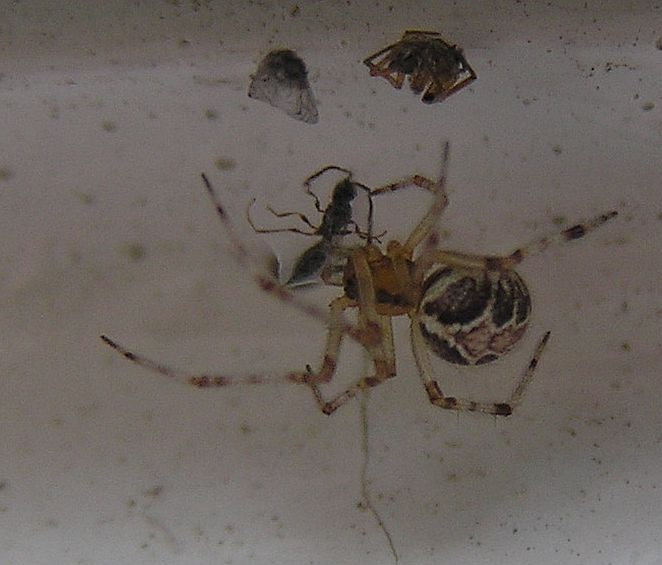